# Cartone (arte)

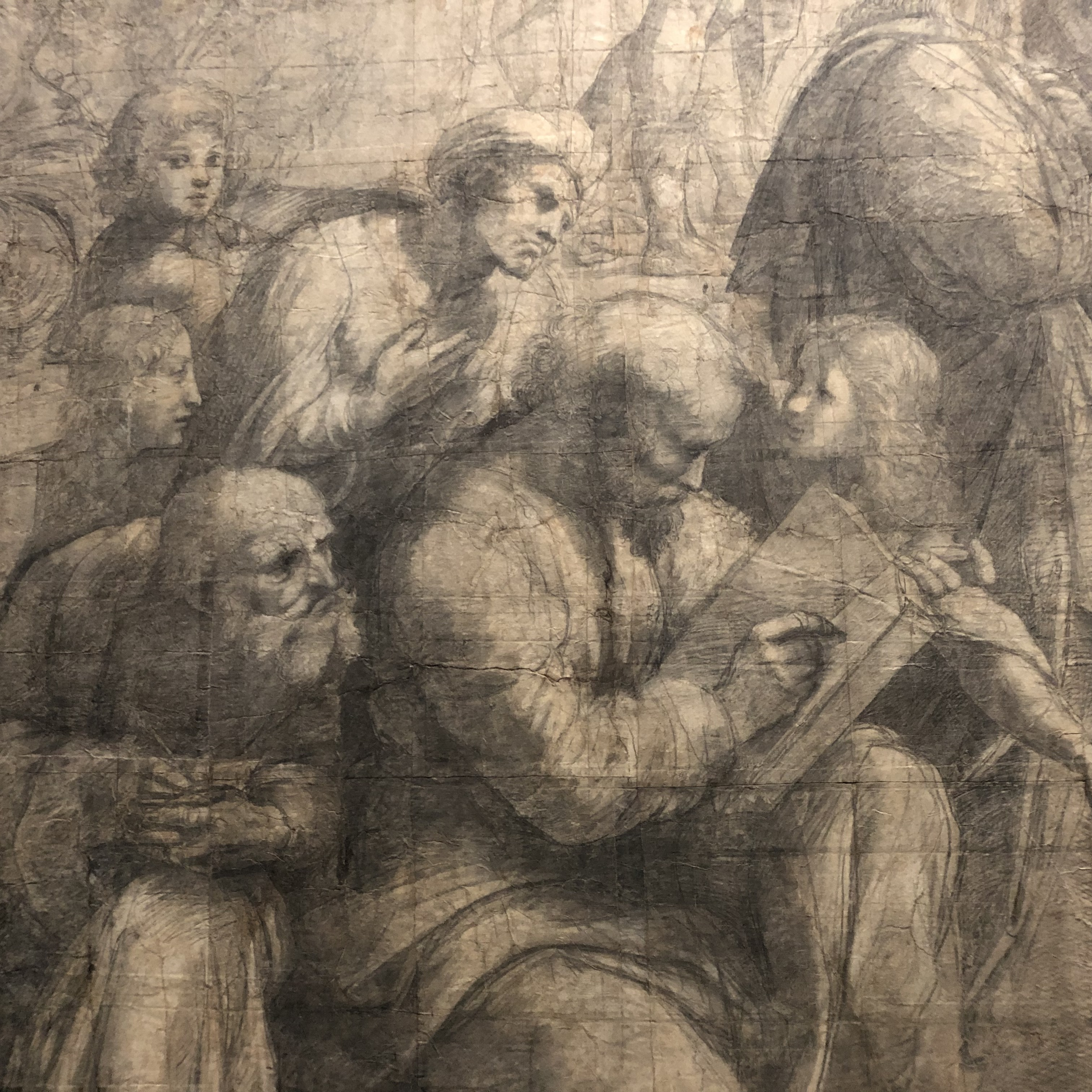
Cartone preparatorio originale perl la Scuola di Atene di Raffaello, particolare

Il cartone in campo artistico è un disegno esecutivo differente dal bozzetto. È infatti un materiale preparatorio usato principalmente per la realizzazione di un affresco, di una vetrata o di un arazzo in rapporto di scala 1:1 e pertanto delle stesse dimensioni con le quali l'opera verrà realizzata.

## Storia
Il cartone preparatorio è uno strumento utilizzato, soprattutto a partire dal Rinascimento, per eseguire affreschi. L'uso del cartone permetteva di riprodurre le stesse immagini su affreschi diversi, e in alcuni casi è possibile notare, per l'identità delle figure, che affreschi eseguiti in sedi diverse erano stati eseguiti utilizzando gli stessi cartoni preparatori. 
A differenza della sinopia, utilizzata soprattutto nel medioevo, il cartone dava maggior tempo per elaborare un disegno e poteva essere riciclato più volte. Il cartone tuttavia era soggetto a deperimento, per questo se ne sono conservati relativamente pochi.

## Cartoni per affreschi
Per gli affreschi il metodo comunemente utilizzato per il trasferimento del disegno realizzato sul cartone all'intonaco sul quale dovrà essere eseguito il dipinto, consiste per lo più nell'appoggiare alla parete intonacata il disegno (per la precisione il pezzo corrispondente del disegno) in scala reale e nel ripassare i contorni premendo con uno stilo metallico o di altro materiale, in modo che il tracciato lasci il segno sull'intonaco. Questo sistema è chiamato: "incisione indiretta". O, meno comunemente, nell'annerire con un gessetto nero o carbone il retro del cartone e quindi applicarlo sulla parete.
In alternativa può essere utilizzata la cosiddetta tecnica "a spolvero" che consiste nel "bucherellare" lungo il contorno del cartone e spolverare, dopo avere applicato il cartone sul muro, con della polvere di carbone. Una volta rimosso il cartone, il disegno di base sarà quindi visibile con una traccia a puntini.

## Cartoni per arazzi
In questo caso il cartone (quasi sempre già colorato) viene posto sotto l'ordito (in un apposito telaio) e quindi sopra di essa viene tessuto l'arazzo. Questo nel caso di telaio a basso liccio (orizzontale), mentre nel caso di telaio ad alto liccio (verticale), il cartone viene posto alle spalle del tessitore il quale lo copia sull'arazzo vedendone l'immagine riflessa in uno specchio.

## Cartoni famosi
I cartoni dei grandi artisti spesso sono tanto interessanti quanto i dipinti, in alcuni casi l'opera non è poi venuta alla luce e di essa sono rimasti solo gli studi. Tra i cartoni più famosi ci sono quello della Scuola di Atene di Raffaello nella Pinacoteca Ambrosiana di Milano o la serie di cartone per arazzi, sempre di Raffaello, al Victoria and Albert Museum.
Un celebre cartone di un'opera irrealizzata è quello della Battaglia di Cascina di Michelangelo, destinato al Salone dei Cinquecento in Palazzo Vecchio a Firenze e trafugato durante i tumulti del 1527. Se ne impossessò l'artista Baccio Bandinelli che, secondo la testimonianza di Vasari, li distrusse per la rabbia di non riuscire a riprodurne la forza.

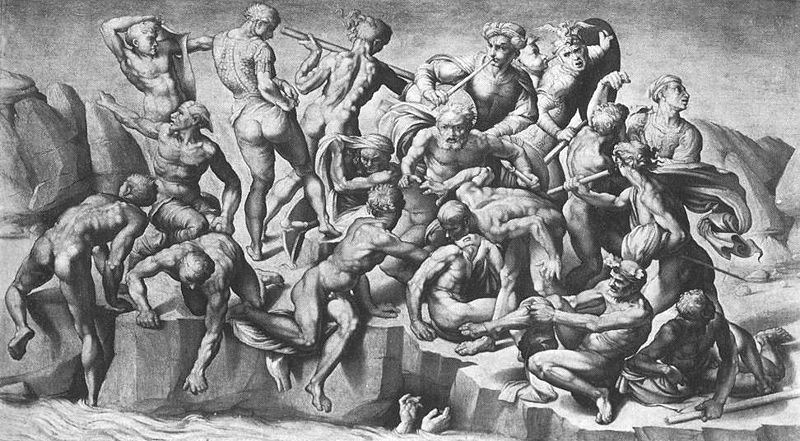
Copia dal cartone della Battaglia di Cascina di Michelangelo (di Aristotele da Sangallo)
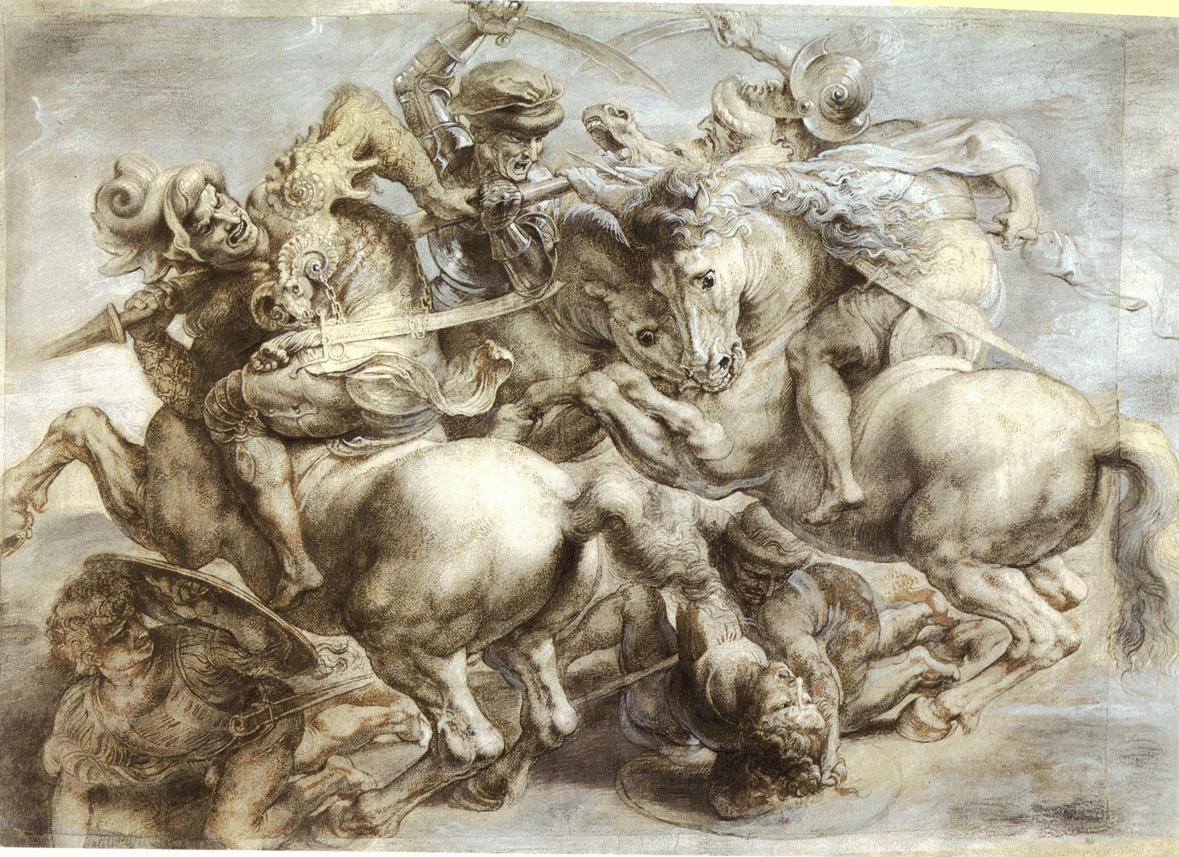
Copia dal cartone della Battaglia di Anghiari di Leonardo (di Paul Rubens)